# 第18回参議院議員通常選挙
第18回参議院議員通常選挙（だい18かいさんぎいんぎいんつうじょうせんきょ）は、1998年（平成10年）7月12日に日本で行われた国会（参議院）議員の選挙である。

## 概説
第2次橋本改造内閣は選挙直前の5月に、離党議員の復党などで衆議院での自民党の単独過半数を回復したことから、社民党、新党さきがけとの連立を解消していた。前年からの景気減速は顕著なものになっており、失業率の悪化や金融機関の破綻などの事例により、従来の財政再建路線から景気対策を重視するようになりつつあった。
就任以来、比較的高い支持率を保ってきた橋本内閣だが、前年の佐藤孝行の入閣問題などを機に下落していき、5月には30%を割り込むようになっていた（NHKや毎日新聞で27%など）。
それでも公示後のメディアの情勢記事では現状維持か、少し上回る60議席台前半と予想するものが多かった。また7月7日付の朝刊で各紙が報じた内容は、改選数61は確保できそうだというものだった。自民党総務局長の古賀誠も「60議席は堅い」と見込んでいた。しかし、首相・閣僚の恒久減税に関する発言が迷走したことや、選挙区で2人擁立しての共倒れが続出したことなどから、自民党の獲得議席は17議席も減らす44議席と惨敗を喫し(無所属で当選した参院議長の斎藤十朗、田中直紀、市川一朗を含めても47議席)、橋本は敗北の責任を取って退陣した。その一方で、民主党が27議席、共産党が15議席(共産党としては過去最高)を獲得するなどの健闘が目立った。
世論調査が大きく外した原因としては、前回参院選の投票率が史上最低だったこと（44.52%）、投票締め切り時間の延長、不在者投票要件緩和等といった新制度導入により、投票率を実際より低めに見積もったことや、報道によるアナウンスメント効果などが指摘されている。

## 選挙データ

### 内閣
- 選挙前：第2次橋本改造内閣（第83代）
  - 首相：橋本龍太郎（自由民主党総裁）
  - 与党：自由民主党
- 選挙後：小渕内閣（第84代）
  - 首相：小渕恵三（自由民主党総裁）
  - 与党：自由民主党

### 公示日
- 1998年（平成10年）6月25日

### 投票日
- 1998年（平成10年）7月12日

### 改選数
1994年の公職選挙法改正により選挙区の8増8減が決定し、前回選挙に続き4増4減が実施された。
増員区：宮城県（1）、埼玉県（1）、神奈川県（1）、岐阜県（1）
減員区：北海道（2）、兵庫県（1）、福岡県（1）
- 126（）
  - 選挙区：76（）
  - 比例区：50（）

| 北海道 2 青森 1 岩手 1 宮城 2 秋田 1 山形 1 福島 2 茨城 2 栃木 2 群馬 2 埼玉 3 千葉 2 東京 4 神奈川 3 新潟 2 富山 1 石川 1 福井 1 山梨 1 長野 2 岐阜 2 静岡 2 愛知 3 三重 1 滋賀 1 京都 2 大阪 3 兵庫 2 奈良 1 和歌山 1 鳥取 1 島根 1 岡山 2 広島 2 山口 1 徳島 1 高知 1 香川 1 愛媛 1 福岡 2 佐賀 1 長崎 1 熊本 2 大分 1 宮崎 1 鹿児島 2 沖縄 1 ※ 太字は定数改選の選挙区。 |

### 選挙制度
- 選挙区
  - 小選挙区制：24（）
    - 2人区（1人改選）：24

  - 中選挙区制：23（）
    - 4人区（2人改選）：18
    - 6人区（3人改選）：04（埼玉県・神奈川県・愛知県・大阪府）
    - 8人区（4人改選）：01（東京都）

- 比例区
  - 拘束名簿式比例代表制：01（）

#### 投票方法
秘密投票、単記非移譲式投票、2票制（選挙区・比例区）

#### 選挙権
満20歳以上の日本国民

#### 被選挙権
満30歳以上の日本国民

#### 有権者数
99,048,700（男性：48,038,691 女性：51,010,009）

## 選挙活動

### 党派別立候補者数
| 党派         | 党派               | 計  | 内訳 | 内訳 | 内訳 | 男性 | 女性 | 選挙区 | 選挙区 | 選挙区 | 選挙区 | 選挙区 | 選挙区 | 比例区 | 比例区 | 比例区 | 比例区 | 比例区 | 比例区 | 議席 | 議席   | 議席   |
| 党派         | 党派               | 計  | 現   | 元   | 新   | 男性 | 女性 | 計     | 現     | 元     | 新     | 男性   | 女性   | 計     | 現     | 元     | 新     | 男性   | 女性   | 改選 | 非改選 | 公示前 |
| ------------ | ------------------ | --- | ---- | ---- | ---- | ---- | ---- | ------ | ------ | ------ | ------ | ------ | ------ | ------ | ------ | ------ | ------ | ------ | ------ | ---- | ------ | ------ |
|              | 自由民主党         | 87  | 44   | 0    | 43   | 83   | 4    | 57     | 34     | 0      | 23     | 56     | 1      | 30     | 10     | 0      | 20     | 27     | 3      | 60   | 58     | 118    |
|              | 民主党             | 48  | 16   | 4    | 28   | 39   | 9    | 23     | 6      | 1      | 16     | 20     | 3      | 25     | 10     | 3      | 12     | 19     | 6      | 18   | 20     | 38     |
|              | 公明               | 20  | 6    | 0    | 14   | 14   | 6    | 2      | 2      | 0      | 0      | 1      | 1      | 18     | 4      | 0      | 14     | 13     | 5      | 11   | 13     | 24     |
|              | 社会民主党         | 22  | 4    | 3    | 15   | 11   | 11   | 5      | 1      | 0      | 4      | 1      | 4      | 17     | 3      | 3      | 11     | 10     | 7      | 12   | 8      | 20     |
|              | 日本共産党         | 70  | 3    | 1    | 66   | 40   | 30   | 45     | 1      | 0      | 44     | 24     | 21     | 25     | 2      | 1      | 22     | 16     | 9      | 6    | 8      | 14     |
|              | 自由党（政党）     | 21  | 2    | 1    | 18   | 18   | 3    | 9      | 0      | 0      | 9      | 6      | 3      | 12     | 2      | 1      | 9      | 12     | 0      | 5    | 6      | 11     |
|              | 新党さきがけ       | 3   | 0    | 0    | 3    | 2    | 1    | －     | －     | －     | －     | －     | －     | 3      | 0      | 0      | 3      | 2      | 1      | 0    | 3      | 3      |
|              | 新社会党           | 15  | 3    | 0    | 12   | 11   | 4    | 12     | 1      | 0      | 11     | 8      | 4      | 3      | 2      | 0      | 1      | 3      | 0      | 3    | 0      | 3      |
|              | 第二院クラブ       | 3   | 0    | 1    | 2    | 2    | 1    | －     | －     | －     | －     | －     | －     | 3      | 0      | 1      | 2      | 2      | 1      | 1    | 1      | 2      |
|              | 無所属             | 75  | 7    | 5    | 63   | 63   | 12   | 75     | 7      | 5      | 63     | 63     | 12     | －     | －     | －     | －     | －     | －     | 8    | 6      | 14     |
|              | 自由連合           | 55  | 0    | 0    | 55   | 39   | 16   | 46     | 0      | 0      | 46     | 32     | 14     | 9      | 0      | 0      | 9      | 7      | 2      | 0    | 0      | 0      |
|              | 青年自由党         | 18  | 0    | 0    | 18   | 17   | 1    | 13     | 0      | 0      | 13     | 12     | 1      | 5      | 0      | 0      | 5      | 5      | 0      | 0    | 0      | 0      |
|              | スポーツ平和党     | 10  | 0    | 0    | 10   | 8    | 2    | 7      | 0      | 0      | 7      | 6      | 1      | 3      | 0      | 0      | 3      | 2      | 1      | 0    | 0      | 0      |
|              | 女性党             | 10  | 0    | 0    | 10   | 0    | 10   | 7      | 0      | 0      | 7      | 0      | 7      | 3      | 0      | 0      | 3      | 0      | 3      | 0    | 0      | 0      |
|              | 維新政党・新風     | 10  | 0    | 0    | 10   | 10   | 0    | 8      | 0      | 0      | 8      | 8      | 0      | 2      | 0      | 0      | 2      | 2      | 0      | 0    | 0      | 0      |
|              | 自由党（政治団体） | 1   | 0    | 0    | 1    | 1    | 0    | 1      | 0      | 0      | 1      | 1      | 0      | －     | －     | －     | －     | －     | －     | 0    | 0      | 0      |
|              | グリーン・共生党   | 1   | 0    | 0    | 1    | 1    | 0    | 1      | 0      | 0      | 1      | 1      | 0      | －     | －     | －     | －     | －     | －     | 0    | 0      | 0      |
|              | 自由共和党         | 1   | 0    | 0    | 1    | 1    | 0    | 1      | 0      | 0      | 1      | 1      | 0      | －     | －     | －     | －     | －     | －     | 0    | 0      | 0      |
|              | 国民党             | 1   | 0    | 0    | 1    | 1    | 0    | 1      | 0      | 0      | 1      | 1      | 0      | －     | －     | －     | －     | －     | －     | 0    | 0      | 0      |
|              | 世界経済共同体党   | 1   | 0    | 0    | 1    | 1    | 0    | 1      | 0      | 0      | 1      | 1      | 0      | －     | －     | －     | －     | －     | －     | 0    | 0      | 0      |
|              | 政事公団太平会     | 1   | 0    | 0    | 1    | 1    | 0    | 1      | 0      | 0      | 1      | 1      | 0      | －     | －     | －     | －     | －     | －     | 0    | 0      | 0      |
|              | 日本国民政治連合   | 1   | 0    | 0    | 1    | 1    | 0    | 1      | 0      | 0      | 1      | 1      | 0      | －     | －     | －     | －     | －     | －     | 0    | 0      | 0      |
|              | 改革クラブ         | －  | －   | －   | －   | －   | －   | －     | －     | －     | －     | －     | －     | －     | －     | －     | －     | －     | －     | 0    | 3      | 3      |
|              | 欠員               | －  | －   | －   | －   | －   | －   | －     | －     | －     | －     | －     | －     | －     | －     | －     | －     | －     | －     | 2    | 0      | 2      |
| 総計         | 総計               | 474 | 85   | 15   | 374  | 364  | 110  | 316    | 52     | 6      | 258    | 244    | 72     | 158    | 33     | 9      | 116    | 120    | 38     | 126  | 126    | 252    |
| 出典：総務省 |                    |     |      |      |      |      |      |        |        |        |        |        |        |        |        |        |        |        |        |      |        |        |

- 民主党の改選議席（18）のうち、広中和歌子は無所属で立候補した。
- 社会民主党の改選議席（12）のうち、上山和人は無所属で立候補した。
- 自由党の改選議席（6）のうち、都築譲は無所属で立候補した。

### 党派の動き

#### 与党
- 自由民主党（橋本龍太郎総裁）

選挙区57名、比例区30名の計80名を擁立。参院選直前の6月に社民、さきがけの閣外協力解消に伴い自社さ連立政権が崩壊し、自民党単独政権となった。衆院では前年9月に新進党の離党議員を積極的に入・復党を進めて単独過半数を確保し、参院も改選過半数確保のため、2人区以上での複数擁立を積極的に行い、前回は選挙区で37名を擁立したが、今回は20名増加した。岩手選挙区では無所属新人の元衆院議員を推薦した。

#### 野党
- 民主党（菅直人代表）

選挙区23名、比例区25名の計48名を擁立。新進党解党に伴い、4月に旧・民主党、保守系の民政党、旧民社党系の新党友愛、連合系の民主改革連合が合流して発足した。前回参院選で野党第一党の新進党が擁立した62名に及ばないものの、1人区を中心に公明、自由党との共闘による無所属候補者の支援を進めた。
- 日本共産党（宮本顕治議長　不破哲三委員長）

選挙区45名、比例区25名の計70名を擁立。革新共闘が成立した高知選挙区、沖縄選挙区を除く選挙区で候補者を擁立し、女性の候補者の割合も30名（約42.9%）と最も高い割合であった。
- 公明（浜四津敏子代表）

選挙区2名、比例区18名の計20名を擁立。浜四津代表は東京で立候補した。新進党解党後の最初の国政選挙で、選挙区は東京選挙区、大阪選挙区に絞ったが、福岡選挙区では野党共闘が成立し、旧公明党出身の元衆院議員を擁立。同じく埼玉選挙区では旧新進党各党の共同推薦により元衆院議員を擁立した。
- 自由党[注 1]（小沢一郎党首）

選挙区9名、比例区12名の計21名を擁立。和歌山選挙区では野党共闘が成立。愛知選挙区では旧新進勢力の支援を結集するため、現職は無所属での立候補となった。小沢党首の地元の岩手選挙区では、自由党に参画しなかった無所属現職が出馬するため、候補者擁立を断念した。
- 社会民主党（土井たか子党首）

選挙区5名、比例区17名の計22名を擁立。選挙直前の離脱により、自民、民主、旧新進系のいずれとも選挙協力は行わなかった。現職を擁立した新潟選挙区を最重点区としてさきがけ、新社会と連携体制を構築した。
- 新党さきがけ（武村正義代表）

比例区3名を擁立。党勢の退潮、連立離脱により、選挙区での候補者擁立を断念した。
- 第二院クラブ（佐藤道夫代表）

比例区3名を擁立。
- 改革クラブ（小沢辰男代表）

改選期を迎える現職がいないこともあり独自候補を擁立せず、比例区では公明を支援した。
- スポーツ平和党（西銘一党首）

選挙区4名、比例区3名の計7名を擁立。選挙直前にアントニオ猪木（猪木寛至）党首が辞任し、新しく就任した西党首が比例区で立候補した。

#### 諸派・政治団体・無所属
- 新社会党（矢田部理委員長）

選挙区12名、比例3名の計15名を擁立。矢田部委員長など現職3名を立候補し、新潟選挙区では社民党現職を支持した。
- 自由連合（徳田虎雄代表）

選挙区で46名、比例区で9名の計55名を擁立。徳田代表は比例区で立候補した。神奈川選挙区では社民党新人を推薦し候補者擁立を行わなかった。
- 青年自由党（中村功党首）

選挙区13名、比例5名の計18名を擁立。中村党首は東京選挙区で立候補した。岩手選挙区では自民党推薦の無所属新人（党首の子息）を推薦した。
- 女性党（高橋イシ子代表）

選挙区7名、比例区3名の計10名を擁立。高橋代表は立候補せず、篠原芙早子幹事長が比例区で立候補した。
- 維新政党・新風（魚谷哲央代表）

選挙区8名、比例区2名の計10名を擁立。魚谷代表が比例区で立候補した。
- 自由党[注 1]（石川八郎副総裁）

石川副総裁（事実上の党首）が愛知選挙区で立候補した。
- グリーン・共生党（杉内一成代表）

杉内代表が神奈川選挙区で立候補した
- 自由共和党（澤田正五郎党首）

澤田党首が東京選挙区で立候補した。
- 国民党（志良以榮代表）

志良以代表が愛知選挙区で立候補した。
- 世界経済共同体党（又吉イエス代表）

又吉代表が東京選挙区から立候補した。
- 政事公団太平会（増田眞一同人）

増田同人（党首）が愛知選挙区から立候補した。
- 日本国民政治連合（赤石貞治総裁）

赤石総裁が愛知選挙区から立候補した。

#### キャッチコピー
- 自由民主党　：Plus. 日本をプラスに変えます。[6]
- 民主党　　　：私は変えたい。[6]
- 日本共産党　：大企業・ゼネコン中心で国民そっちのけの逆立ち政治をただします[6]
- 公明　　　　：ひとりを大切にするヒューマニズムの政治[6]
- 社会民主党　：キッパリと社民党[6]
- 自由党　　　：比例区は自由党[6]
- 新党さきがけ：環境主義だ。[6]

## 主な争点
- 政権の経済政策の是非。

## 選挙結果
- 自民党の敗因は、前年の国民負担増（消費税率引上げ等）、それに伴う景気の後退、失業率の上昇などとみられる。また、投票直前の橋本総理が民放のテレビ番組に出演した際、争点に浮上していた恒久減税について「私は恒久的な税制改革をやるといっているのであって、恒久減税をやるとはいっていない」と述べたかと思うと、数日後には実施すると明言し発言が迷走、これが橋本離れに拍車をかけたとも見られている[3]。7月8日の記者会見で「1999年からの所得税の恒久減税」を明言して収拾を図ろうとしたが、有権者の不信感を払拭することはできなかった[4]。
- 自民党幹事長加藤紘一は「金融と建設という自民党の支持基盤に打撃を与える改革をしようとしたのだから、選挙に響くのは当然だ。」と参院選敗北を総括した[7]。
- 自民党総務局長の古賀誠は「橋本さんの人気で乗り切れると思っていた。こんなに一気に世論は変わっていくのかと選挙の恐ろしさを痛感した」[4]と振り返っている。
- 自民党は負けたとはいえ野党側の選挙での共闘体制が整っていなかった。新進党の解党から間もない時期であることで、民主党が野党第一党にこそなったものの、民主、社民の両方から出馬での共倒れの1人区がある一方で、自民党以外では共産党や無所属しか立候補していない選挙区も有るなど、調整がほとんど成功しなかった。結果として選挙区では無所属候補者が多数当選し、一方で共産党が結党以来最多の当選者を出し、自民批判票の受け皿となった。
- 自民党の敗因の一つは改選定数が3人以上の選挙区での複数擁立による共倒れであり、自民候補は条件に当てはまる4都県（東京・埼玉・神奈川・愛知）で共倒れして議席を失い、共産党の候補者がそれらの全選挙区で議席を獲得した。京都・大阪・兵庫の関西3府県でも自民は全滅した。

### 党派別獲得議席
|                                        |                          |                          |                          |                          |                          |            |        |            |            |        |        |        |        |  |  |
| 政党                                   | 政党                     | 政党                     | 獲得 議席                | 増減                     | 選挙区                   | 選挙区     | 選挙区 | 比例区     | 比例区     | 比例区 | 公示前 | 非改選 | 議席計 |  |  |
| 政党                                   | 政党                     | 政党                     | 獲得 議席                | 増減                     | 議席                     | 得票数     | 得票率 | 議席       | 得票数     | 得票率 | 公示前 | 非改選 | 議席計 |  |  |
| 与党                                   | 与党                     | 与党                     | 44                       | 016                      | 30                       | 17,033,852 | 30.45% | 14         | 14,128,719 | 25.17% | 60     | 58     | 102    |  |  |
|                                        |                          | 自由民主党               | 44                       | 016                      | 30                       | 17,033,852 | 30.45% | 14         | 14,128,719 | 25.17% | 60     | 58     | 102    |  |  |
| 野党・無所属                           | 野党・無所属             | 野党・無所属             | 82                       | 018                      | 46                       | 38,902,212 | 69.55% | 36         | 42,008,304 | 74.83% | 64     | 68     | 150    |  |  |
|                                        |                          | 民主党                   | 27                       | 009                      | 15                       | 9,063,940  | 16.20% | 12         | 12,209,685 | 21.75% | 18     | 20     | 47     |  |  |
|                                        | 日本共産党               | 15                       | 009                      | 7                        | 8,758,760                | 15.66%     | 8      | 8,195,078  | 14.60%     | 6      | 8      | 23     |        |  |  |
|                                        | 公明                     | 9                        | 002                      | 2                        | 1,843,479                | 3.30%      | 7      | 7,748,301  | 13.80%     | 11     | 13     | 22     |        |  |  |
|                                        | 自由党（政党）           | 6                        | 001                      | 1                        | 980,249                  | 1.75%      | 5      | 5,207,813  | 9.28%      | 5      | 6      | 12     |        |  |  |
|                                        | 社会民主党               | 5                        | 007                      | 1                        | 2,403,649                | 4.30%      | 4      | 4,370,763  | 7.79%      | 12     | 8      | 13     |        |  |  |
|                                        | 無所属                   | 20                       | 012                      | 20                       | 12,884,582               | 23.03%     | －     | －         | －         | 8      | 6      | 26     |        |  |  |
|                                        | 新社会党                 | 0                        | 003                      | 0                        | 577,458                  | 1.03%      | 0      | 925,611    | 1.65%      | 3      | 0      | 0      |        |  |  |
|                                        | 新党さきがけ             | 0                        | 増減なし                 | －                       | －                       | －         | 0      | 784,591    | 1.40%      | 0      | 3      | 3      |        |  |  |
|                                        | 女性党                   | 0                        | 増減なし                 | 0                        | 378,932                  | 0.68%      | 0      | 690,506    | 1.23%      | 0      | 0      | 0      |        |  |  |
|                                        | 第二院クラブ             | 0                        | 001                      | －                       | －                       | －         | 0      | 579,714    | 1.03%      | 1      | 1      | 1      |        |  |  |
|                                        | 自由連合                 | 0                        | 増減なし                 | 0                        | 1,417,588                | 2.53%      | 0      | 514,589    | 0.92%      | 0      | 0      | 0      |        |  |  |
|                                        | スポーツ平和党           | 0                        | 増減なし                 | 0                        | 72,886                   | 0.13%      | 0      | 477,284    | 0.85%      | 0      | 0      | 0      |        |  |  |
|                                        | 青年自由党               | 0                        | 増減なし                 | 0                        | 350,667                  | 0.63%      | 0      | 247,355    | 0.44%      | 0      | 0      | 0      |        |  |  |
|                                        | 維新政党・新風           | 0                        | 増減なし                 | 0                        | 42,904                   | 0.08%      | 0      | 56,966     | 0.10%      | 0      | 0      | 0      |        |  |  |
|                                        | 自由党（政治団体）       | 0                        | 増減なし                 | 0                        | 91,467                   | 0.16%      | －     | －         | －         | 0      | 0      | 0      |        |  |  |
|                                        | グリーン・共生党         | 0                        | 増減なし                 | 0                        | 14,842                   | 0.03%      | －     | －         | －         | 0      | 0      | 0      |        |  |  |
|                                        | 自由共和党               | 0                        | 増減なし                 | 0                        | 5,991                    | 0.01%      | －     | －         | －         | 0      | 0      | 0      |        |  |  |
|                                        | 国民党                   | 0                        | 増減なし                 | 0                        | 5,745                    | 0.01%      | －     | －         | －         | 0      | 0      | 0      |        |  |  |
|                                        | 世界経済共同体党         | 0                        | 増減なし                 | 0                        | 4,007                    | 0.01%      | －     | －         | －         | 0      | 0      | 0      |        |  |  |
|                                        | 政事公団太平会           | 0                        | 増減なし                 | 0                        | 3,385                    | 0.01%      | －     | －         | －         | 0      | 0      | 0      |        |  |  |
|                                        | 日本国民政治連合         | 0                        | 増減なし                 | 0                        | 1,682                    | 0.00%      | －     | －         | －         | 0      | 0      | 0      |        |  |  |
|                                        | 改革クラブ               | 0                        | 増減なし                 | －                       | －                       | －         | －     | －         | －         | 0      | 3      | 3      |        |  |  |
|                                        | 欠員                     | 欠員                     | 0                        | 002                      | －                       | －         | －     | －         | －         | －     | 2      | 0      | 0      |  |  |
| 総数                                   | 総数                     | 総数                     | 126                      | 増減なし                 | 76                       | 55,936,064 | 100.0% | 50         | 56,137,023 | 100.0% | 126    | 126    | 252    |  |  |
| 有効票数（有効率）                     | 有効票数（有効率）       | 有効票数（有効率）       | 有効票数（有効率）       | 有効票数（有効率）       | 有効票数（有効率）       | 55,936,064 | 95.98% |            | 56,137,023 | 96.34% |        |        |        |  |  |
| 無効票・白票数（無効率）               | 無効票・白票数（無効率） | 無効票・白票数（無効率） | 無効票・白票数（無効率） | 無効票・白票数（無効率） | 無効票・白票数（無効率） | 2,344,332  | 4.02%  | 2,131,937  | 3.66%      |        |        |        |        |  |  |
| 投票者数（投票率）                     | 投票者数（投票率）       | 投票者数（投票率）       | 投票者数（投票率）       | 投票者数（投票率）       | 投票者数（投票率）       | 58,280,396 | 58.84% |            | 58,268,960 | 58.83% |        |        |        |  |  |
| 棄権者数（棄権率）                     | 棄権者数（棄権率）       | 棄権者数（棄権率）       | 棄権者数（棄権率）       | 棄権者数（棄権率）       | 棄権者数（棄権率）       | 40,768,304 | 41.16% | 40,779,740 | 41.17%     |        |        |        |        |  |  |
| 有権者数                               | 有権者数                 | 有権者数                 | 有権者数                 | 有権者数                 | 有権者数                 | 99,048,700 | 100.0% |            | 99,048,700 | 100.0% |        |        |        |  |  |
| 出典：主要政党の変遷と国会内勢力の推移 |                          |                          |                          |                          |                          |            |        |            |            |        |        |        |        |  |  |

選挙区投票率：58.84%（前回比： 14.32%）
【男性：58.38%（前回比： 13.71%） 女性：59.28%（前回比： 14.91%）】
比例区投票率：58.83%（前回比： 14.33%）
【男性：58.36%（前回比： 13.79%） 女性：59.27%（前回比： 14.91%）】

## 政党
| 自由民主党：44議席（102議席） 総裁：橋本龍太郎 幹事長 ：加藤紘一 総務会長 ：森喜朗 政務調査会長 ：山崎拓 国会対策委員長：保利耕輔 参議院議員会長：井上吉夫                            | | |
| 民主党：27議席（47議席） 代表：菅直人 代表代行 ：中野寛成 副代表 ：江田五月 笹野貞子 鳩山邦夫 幹事長 ：羽田孜 政策調査会長 ：伊藤英成 国会対策委員長：石井一 参議院議員会長：菅野久光 | 日本共産党：15議席（23議席） 議長 ：宮本顕治 委員長：不破哲三 副委員長 ：上田耕一郎 松本善明 山原健二郎 書記局長 ：志位和夫 政策委員会責任者：聴濤弘 国会対策委員長 ：寺前巌 参議院議員団長 ：立木洋 | 公明：9議席（22議席） 代表：浜四津敏子 副代表 ：大久保直彦 幹事長 ：鶴岡洋 政務調査会長 ：日笠勝之 国会対策委員長：木庭健太郎 常任顧問 ：藤井富雄 |
| 自由党：6議席（12議席） 党首：小沢一郎 幹事長 ：野田毅 政策調査会長 ：井上喜一 国会対策委員長：二階俊博 参議院議員会長：平井卓志                                                      | 社会民主党：5議席（13議席） 党首：土井たか子 副党首 ：上原康助 日下部禧代子 幹事長 ：伊藤茂 政策審議会長 ：及川一夫 院内総務会長 ：秋葉忠利 参議院議員会長：日下部禧代子（兼）                       | 新党さきがけ：0議席（3議席） 代表：武村正義 幹事長 ：園田博之 政策調査会長 ：水野誠一 院内幹事 ：奥村展三 参議院議員会長：堂本暁子                |
| 第二院クラブ：0議席（1議席） 代表：佐藤道夫 | 改革クラブ：候補者なし（3議席） 代表：小沢辰男 幹事長 ：石田勝之 政策審議会長 ：西川知雄 総務会長 ：冨沢篤紘 国会対策委員長：前田正 参議院議員会長：岩瀬良三                                         | |

自由連合は、選挙区の得票率が2%を超えたものの当選者がおらず、選挙後に国会議員1名が入党し、政党資格を取得した。

## 議員

### 選挙区当選者
自由民主党   民主党   日本共産党   公明党   自由党   社会民主党   無所属 
| 改選定数3以上 | 改選定数3以上 | 改選定数3以上 | 改選定数3以上 | 改選定数3以上 |
| ------------- | ------------- | ------------- | ------------- | ------------- |
| 東京都        | 小川敏夫      | 浜四津敏子    | 井上美代      | 中村敦夫      |
| 埼玉県        | 浜田卓二郎    | 富樫練三      | 藤井俊男      |               |
| 神奈川県      | 浅尾慶一郎    | 畑野君枝      | 千葉景子      |               |
| 愛知県        | 木俣佳丈      | 佐藤泰介      | 八田ひろ子    |               |
| 大阪府        | 西川きよし    | 山下栄一      | 宮本岳志      |               |

| 改選定数2 | 改選定数2  | 改選定数2  | 改選定数2 | 改選定数2 | 改選定数2 | 改選定数2 | 改選定数2  | 改選定数2  |
| --------- | ---------- | ---------- | --------- | --------- | --------- | --------- | ---------- | ---------- |
| 北海道    | 峰崎直樹   | 中川義雄   | 宮城県    | 桜井充    | 市川一朗  | 福島県    | 佐藤雄平   | 岩城光英   |
| 茨城県    | 郡司彰     | 久野恒一   | 栃木県    | 簗瀬進    | 矢野哲朗  | 群馬県    | 中曽根弘文 | 上野公成   |
| 千葉県    | 広中和歌子 | 井上裕     | 新潟県    | 田中直紀  | 大渕絹子  | 長野県    | 北澤俊美   | 若林正俊   |
| 岐阜県    | 松田岩夫   | 山下八洲夫 | 静岡県    | 海野徹    | 山下善彦  | 京都府    | 福山哲郎   | 西山登紀子 |
| 兵庫県    | 本岡昭次   | 大沢辰美   | 岡山県    | 江田五月  | 加藤紀文  | 広島県    | 亀井郁夫   | 柳田稔     |
| 福岡県    | 弘友和夫   | 吉村剛太郎 | 熊本県    | 本田良一  | 木村仁    | 鹿児島県  | 森山裕     | 井上吉夫   |

| 改選定数1 | 改選定数1  | 改選定数1 | 改選定数1 | 改選定数1 | 改選定数1 | 改選定数1 | 改選定数1 | 改選定数1 | 改選定数1  |
| --------- | ---------- | --------- | --------- | --------- | --------- | --------- | --------- | --------- | ---------- |
| 青森県    | 田名部匡省 | 岩手県    | 椎名素夫  | 秋田県    | 斉藤滋宣  | 山形県    | 岸宏一    | 山梨県    | 輿石東     |
| 富山県    | 永田良雄   | 石川県    | 岩本荘太  | 福井県    | 山崎正昭  | 三重県    | 斎藤十朗  | 滋賀県    | 河本英典   |
| 奈良県    | 服部三男雄 | 和歌山県  | 鶴保庸介  | 鳥取県    | 坂野重信  | 島根県    | 青木幹雄  | 山口県    | 松岡満寿男 |
| 徳島県    | 高橋紀世子 | 香川県    | 山内俊夫  | 愛媛県    | 野間赳    | 高知県    | 森下博之  | 佐賀県    | 岩永浩美   |
| 長崎県    | 松谷蒼一郎 | 大分県    | 仲道俊哉  | 宮崎県    | 上杉光弘  | 沖縄県    | 島袋宗康  |           |            |

#### 補欠選挙等
| 年   | 月日  | 選挙区 | 選出     | 新旧別 | 当選者     | 所属党派   | 欠員       | 所属党派   | 欠員事由       |
| ---- | ----- | ------ | -------- | ------ | ---------- | ---------- | ---------- | ---------- | -------------- |
| 1998 | 9.1   | 富山県 | 繰上当選 | 新     | 谷林正昭   | 民主党     | 永田良雄   | 自由民主党 | 1998.8.22死去  |
| 2002 | 10.28 | 千葉県 | 補欠選挙 | 新     | 椎名一保   | 自由民主党 | 井上裕     | 自由民主党 | 2002.5.8辞職   |
| 2002 | 10.28 | 鳥取県 | 補欠選挙 | 新     | 田村耕太郎 | 無所属     | 坂野重信   | 自由民主党 | 2002.4.17死去  |
| 2003 | 4.27  | 茨城県 | 補欠選挙 | 新     | 岡田広     | 自由民主党 | 久野恒一   | 自由民主党 | 2002.10.17死去 |
| 2003 | 10.26 | 埼玉県 | 補欠選挙 | 新     | 関口昌一   | 自由民主党 | 浜田卓二郎 | 無所属     | 2002.8.14退職  |

### 比例区当選者
自由民主党   民主党   日本共産党   公明党   自由党   社会民主党 
| 1-10  | 有馬朗人 | 小宮山洋子 | 立木洋   | 鶴岡洋     | 村上正邦 | 今井澄   | 泉信也   | 岡利定   | 福島瑞穂   | 市田忠義 |
| 11-20 | 円より子 | 続訓弘     | 大島慶久 | 藁科満治   | 野沢太三 | 岩佐恵美 | 入沢肇   | 森本晃司 | 直嶋正行   | 阿南一成 |
| 21-30 | 渕上貞雄 | 吉岡吉典   | 内藤正光 | 南野知恵子 | 荒木清寛 | 佐藤昭郎 | 平野貞夫 | 勝木健司 | 池田幹幸   | 日出英輔 |
| 31-40 | 風間昶   | 川橋幸子   | 大脇雅子 | 加納時男   | 小池晃   | 長谷川清 | 渡辺秀央 | 沢たまき | 佐々木知子 | 高嶋良充 |
| 41-50 | 脇雅史   | 林紀子     | 堀利和   | 日笠勝之   | 山本正和 | 森田次夫 | 月原茂皓 | 小泉親司 | 江本孟紀   | 久世公堯 |

#### 繰上当選
| 年   | 月日  | 新旧別 | 当選者     | 名簿政党   | 欠員       | 欠員事由       |
| ---- | ----- | ------ | ---------- | ---------- | ---------- | -------------- |
| 2000 | 10.12 | 元     | 清水達雄   | 自由民主党 | 岡利定     | 2000.10.2死去  |
| 2001 | 1.5   | 新     | 大門実紀史 | 日本共産党 | 立木洋     | 2000.12.25辞職 |
| 2001 | 3.6   | 元     | 宮崎秀樹   | 自由民主党 | 村上正邦   | 2001.2.26辞職  |
| 2002 | 9.2   | 新     | 信田邦雄   | 民主党     | 今井澄     | 2002.9.1死去   |
| 2003 | 4.23  | 新     | 中島章夫   | 民主党     | 小宮山洋子 | 2003.4.15退職  |
| 2003 | 8.22  | 新     | 千葉国男   | 公明       | 沢たまき   | 2003.8.9死去   |
| 2004 | 1.23  | 新     | 樋口俊一   | 民主党     | 江本孟紀   | 2004.1.15退職  |

### 初当選
計65名
※：衆議院議員経験者
自由民主党
20名
- 中川義雄　（北海道）
- 岸宏一　　（山形）
- 斉藤滋宣　（秋田）
- 久野恒一　（茨城）
- 若林正俊　（長野）※

- 山下善彦　（静岡）
- 亀井郁夫　（広島）
- 山内俊夫　（香川）
- 森下博之　（高知）
- 仲道俊哉　（大分）

- 木村仁　　（熊本）
- 森山裕　　（鹿児島）
- 有馬朗人　（比例）
- 阿南一成　（比例）
- 佐藤昭郎　（比例）

- 日出英輔　（比例）
- 加納時男　（比例）
- 佐々木知子（比例）
- 脇雅史　　（比例）
- 森田次夫　（比例）

民主党
13名
- 桜井充　　（宮城）
- 簗瀬進　　（栃木）※
- 郡司彰　　（茨城）
- 藤井俊男　（埼玉）
- 浅尾慶一郎（神奈川）

- 小川敏夫　（東京）
- 山下八洲夫（岐阜）※
- 木俣佳丈　（愛知）
- 佐藤泰介　（愛知）※
- 本田良一　（熊本）

- 高嶋良充　（比例）
- 内藤正光　（比例）
- 小宮山洋子（比例）

日本共産党
11名
- 富樫練三　（埼玉）
- 畑野君枝　（神奈川）
- 井上美代　（東京）
- 八田ひろ子（愛知）
- 宮本岳志　（大阪）

- 大沢辰美　（兵庫）
- 市田忠義　（比例）
- 岩佐恵美　（比例）※
- 池田幹幸　（比例）
- 小池晃　　（比例）

- 小泉親司　（比例）

公明
3名
- 森本晃司　（比例）※
- 沢たまき　（比例）
- 日笠勝之　（比例）※

自由党
4名
- 鶴保庸介　（和歌山）
- 入沢肇　　（比例）
- 渡辺秀央　（比例）※
- 月原茂皓　（比例）※

社会民主党
1名
- 福島瑞穂　（比例）

無所属
13名
- 田名部匡省（青森）※
- 佐藤雄平　（福島）
- 浜田卓二郎（埼玉）※
- 輿石東　　（山梨）※
- 中村敦夫　（東京）

- 田中直紀　（新潟）※
- 岩本荘太　（石川）
- 松田岩夫　（岐阜）※
- 海野徹　　（静岡）
- 福山哲郎　（京都）

- 柳田稔　　（広島）※
- 高橋紀世子（徳島）
- 弘友和夫　（福岡）※

### 返り咲き・復帰
計5名
民主党
2名
- 江田五月　（岡山）※
- 堀利和　　（比例）

日本共産党
1名
- 林紀子　　（比例）

無所属
2名
- 市川一朗　（宮城）
- 松岡満寿男（山口）※

### 引退・不出馬
計39名
自由民主党
16名
- 高木正明　（北海道）
- 佐々木満　（秋田）
- 鈴木貞敏　（山形）
- 鈴木省吾　（福島）
- 志村哲良　（山梨）

- 林田悠紀夫（京都）
- 宮沢弘　　（広島）
- 二木秀夫　（山口）
- 守住有信　（熊本）
- 井上孝　　（比例）

- 板垣正　　（比例）
- 大河原太一郎（比例）
- 下稲葉耕吉（比例）
- 岡部三郎　（比例）
- 松浦功　　（比例）

- 長尾立子　（比例）

民主党
1名
- 萱野茂　　（比例）

公明
5名
- 牛嶋正　　（比例）
- 大久保直彦（比例）
- 及川順郎　（比例）
- 猪熊重二　（比例）
- 武田節子　（比例）

日本共産党
3名
- 上田耕一郎（東京）
- 聴濤弘　　（比例）
- 有働正治　（比例）

自由党
2名
- 平井卓志　（香川）
- 永野茂門　（比例）

社会民主党
7名
- 瀬谷英行　（埼玉）
- 赤桐操　　（千葉）
- 青木薪次　（静岡）
- 渡辺四郎　（福岡）
- 鈴木和美　（比例）

- 及川一夫　（比例）
- 志苫裕　　（比例）

第二院クラブ
1名
- 山田俊昭　（比例）

無所属
4名
- 松尾官平　（青森）
- 片上公人　（兵庫）
- 武田邦太郎（比例）
- 小島慶三　（比例）

### 落選
計30名
自由民主党
21名
- 遠藤要　　（宮城）
- 佐藤静雄　（福島）
- 野村五男　（茨城）
- 上吉原一天（栃木）
- 関根則之　（埼玉）

- 斎藤文夫　（神奈川）
- 小野清子　（東京）
- 真島一男　（新潟）
- 沓掛哲男　（石川）
- 笠原潤一　（岐阜）

- 木宮和彦　（静岡）
- 大木浩　　（愛知）
- 坪井一宇　（大阪）
- 芦尾長司　（兵庫）
- 前田勲男　（和歌山）

- 松浦孝治　（徳島）
- 浦田勝　　（熊本）
- 清水達雄　（比例）
- 宮崎秀樹　（比例）
- 田沢智治　（比例）

- 楢崎泰昌　（比例）

民主党
4名
- 一井淳治　（岡山）
- 釘宮磐　　（大分）
- 寺沢芳男　（比例）
- 中尾則幸　（比例）[注 3]

新社会党
3名
- 栗原君子　（広島）
- 矢田部理　（比例）[注 4]
- 山口哲夫　（比例）

無所属
2名
- 都築譲　　（愛知）
- 上山和人　（鹿児島）

## 選挙後
- 現有議席の大幅減を受け、橋本首相は翌日の記者会見で退陣を表明し、橋本内閣は総辞職した。後継の小渕内閣は、過半数割れした参議院対策に苦労したため連立政権を模索するようになり、翌1999年に自由党との連立政権を経て現在の自公連立政権につながる自自公連立政権が発足した。
- 議席を獲得できなかった新党さきがけは「さきがけ」に改称、事実上の解散となった。同党はのちに「みどりの会議」に改称するが、当選者を出せないまま解散した。